# Dianema urostriatum
Dianema urostriatum (діанема строкатохвоста) — вид риб з роду Dianema родини Панцирні соми ряду сомоподібні. Утримують також в акваріумах.

## Опис
Завдовжки сягає 8,4 см. Голова доволі обтічна, видовжена, коротка. Морда витягнута. Очі невеличкі. У кутах рота 2 пари довгих вус, що сягають майже 1/3 довжини тулуба. Рот маленький. Тулуб торпедоподібний. Спинний плавець високий, помірно довгий. Жировий плавець крихітний. Грудні та черевні плавці помірного розміру. У самців перший промінь грудних плавців є товстим. Анальний плавець високий. Хвостовий плавець являє масивну лопать. Хвостовий плавець роздвоєний.
Забарвлення яскраво-бежево-коричневе з темними плямами на спині та з боків, що утворюють візерунок. Нижня частина має сріблясто-сірий колір. Горло та черево біле. Хвостовий плавець білого кольору з 4 горизонтальними чорними смугами, центральна заходить на основу хвоста. Інші плавці забарвлення в колір тулуба. У самців перший промінь грудних плавців червоно-коричневого кольору.

## Спосіб життя
Зустрічаються в повільних струмках, відгалужених від основних русел. Утворює невеликі косяки. Активні вдень, але можуть й вночі. При небезпеці закопується у пісок. Живиться дрібними водними безхребетними.
Статева зрілість настає у 1,5 року. Самець будує гніздо з повітряних пухирців на нижній частині листя. Самець піклується про ікру.

## Розповсюдження
Мешкає у басейні річки Амазонка.

## Утримання в акваріумі
Це миролюбна риба. Утримують у просторих акваріумах з укриттями і заростями, що створюють притулок для риб. 
Умови утримання: температура води 20—28, pH 6,0—7,2, твердість води 5—20 °dH.
Годують живим кормом або замінниками. 